# Клавирски педагог
Клавирски педагог је музички педагог специјализован за подучавање свирања клавира. Ово занимање обухвата подучавање техничких вештина, музичке интерпретације, теоријских знања и разумевања клавирске литературе ученицима свих узраста (од деце до одраслих) и нивоа знања (од почетника до професионалаца).
Клавирски педагог ради у музичким школама (основним и средњим), на академијама и факултетима музичке уметности, у приватним студијима или кроз индивидуалну наставу.

## Дефиниција и улога
Улога клавирског педагога је да води ученика кроз процес учења свирања клавира, помажући му да развије:
- Техничку спремност: Правилно држање тела и руку, независност и снагу прстију, технику удара, коришћење педала, брзину, прецизност.
- Музикалност и интерпретацију: Разумевање музичког стила, фразирање, динамику, агогику (фине промене темпа), артикулацију, емоционални израз.
- Читање нотног текста: Способност брзог и тачног читања и разумевања нотног записа.
- Познавање репертоара: Упознавање са делима клавирске литературе из различитих епоха (Барок, класицизам, романтизам, импресионизам, савремена музика).
- Вештине вежбања: Учење ефикасних стратегија за самостално вежбање.
- Сценски наступ: Припрема за јавне наступе (интерне часове, концерте, такмичења, испите).

Добар педагог не преноси само техничко знање, већ и љубав према музици, подстиче ученикову индивидуалност и помаже му да пронађе сопствени уметнички израз.

## Методе клавирске педагогије
Кроз историју су се развијале различите "школе" и методе подучавања клавира. Неке од најпознатијих традиција су:
- Руска клавирска школа: Често наглашава дубок, певајући тон, снажну техничку основу и емоционалну изражајност (представници: Хајнрих Нојхаус, Константин Игумнов, Александар Голденвејзер и њихови наследници).[3]
- Француска клавирска школа: Често се фокусира на бистрину, елеганцију, прецизност прстију и контролу звука (представници: Алфред Корто, Маргерит Лонг, Ивон Лефебир).
- Немачка клавирска школа: Традиционално наглашава верност тексту, структуралну јасноћу и интелектуални приступ (утицаји сежу од Баха и Бетовена, преко педагога попут Чернија, до Шнабела).

Постоје и специфичне методе намењене почетницима, попут Сузуки методе за клавир, која наглашава учење по слуху у раном узрасту, слично усвајању матерњег језика.
Савремени клавирски педагози често комбинују елементе различитих школа и метода, прилагођавајући приступ индивидуалним потребама и способностима сваког ученика. Важан аспект модерне педагогије је и превенција повреда кроз правилно држање тела и ергономски приступ свирању.

## Образовање и квалификације у Србији
У Србији, формално образовање клавирских педагога одвија се кроз систем музичких школа и факултета:
- Средња музичка школа: Ученици завршавају клавирски одсек (као извођачи) или теоретски/педагошки одсек где стичу основе.
- Високо образовање: Највиши ниво образовања стиче се на Факултету музичке уметности у Београду, Академији уметности у Новом Саду, ФИЛУМ-у у Крагујевцу и Факултету уметности у Нишу. Студенти могу завршити:
  - Студије клавира (Извођачке уметности): Оспособљавају првенствено за концертну делатност, али укључују и предмете из методике наставе клавира.
  - Општа музичка педагогија или Музичка теорија и педагогија: Ови смерови могу укључивати клавир као обавезни или изборни инструмент и методику наставе.

За успешног клавирског педагога неопходне су:
- Висок ниво пијанистичке вештине и познавање репертоара.
- Темељно познавање методике наставе клавира.
- Знања из педагогије, психологије (посебно развојне психологије и психологије учења).
- Стрпљење, комуникативност и способност мотивисања ученика.

## Значајни светски клавирски педагози (избор)
- Карл Черни
- Франц Лист (иако првенствено композитор и пијаниста, имао је огроман педагошки утицај)
- Теодор Лешетицки
- Изабела Венгерова
- Артур Шнабел
- Алфред Корто
- Хајнрих Нојхаус
- Розина Левињ
- Нађа Буланже (иако познатија по композицији и теорији, имала је и пијанисте међу ученицима)
- Леон Флајшер
- Дороти Таубман (позната по Таубман приступу - превенција повреда)

## Значајни клавирски педагози у Србији / Југославији (избор)
- Емил Хајек (оснивач Музичке академије у Београду)
- Олга Михајловић
- Андреја Прегер
- Олга Јовановић
- Константин Бабић (и композитор)
- Душан Трбојевић
- Арбо Валдма (деловао дуги низ година у Београду и Новом Саду)
- Јокут Михаиловић
- Мирјана Вукдраговић
- Невенка Перић
- Дејан Синадиновић
- Лидија Станковић
- Невенa Поповић
- Александар Шандоров
- Владимир Милошевић